# Stout

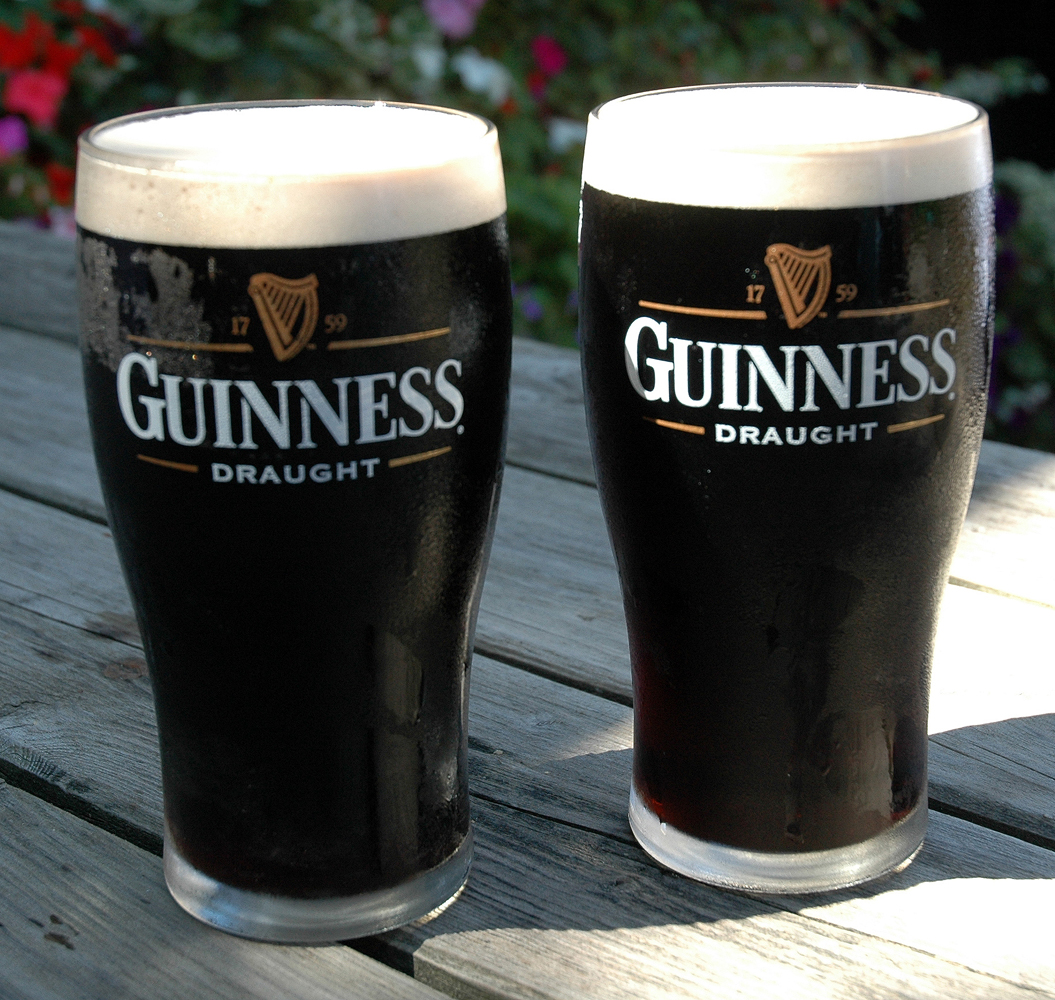
Guinness Draught, una cerveza «Stout» irlandesa

Stout es el nombre de un estilo de cerveza, tipo ale, muy oscura, originario de las islas británicas. Era el nombre utilizado para la cerveza más fuerte (stout), de 7 % a 8 % de alcohol por volumen, producido por cada cervecería, aunque hoy en día hay mucha más variedad y pueden ser más dulces o secas, y de 4 % a 8 % de alcohol por volumen.
Estrechamente relacionado con la porter, lo que hoy en día se conoce como stout proviene del stout porter, es decir, la porter más fuerte. En Dublín, Arthur Guinness añadió cebada tostada a la porter y la llamó Dry Irish Stout.

## Características
La stout básica es una cerveza de color cercano al negro, amarga y elaborada con malta de cebada tostada. Este estilo fue popularizado mundialmente por Guinness. Sin embargo, existen muchas variantes de este. Incluso Camra, la asociación británica de consumidores, excluye al Guinness en su definición de stout, al tratarse de un producto pasteurizado y al cual se añade nitrógeno para asegurar que tenga su espuma característica.

## Historia
La porter se originó en Londres, Inglaterra a principios de la década de 1720. El estilo rápidamente se hizo popular en la ciudad, especialmente entre los trabajadores portuarios (de ahí su nombre): tenía un sabor fuerte, tardó más en estropearse que otras cervezas, fue significativamente más barata que otras cervezas y no le afectaba fácilmente el calor. En unas pocas décadas, las cervecerías porter en Londres habían crecido "más allá de cualquier escala previamente conocida". Grandes volúmenes se exportaron a Irlanda y en 1776 Arthur Guinness la estaba elaborando en su fábrica St. James's Gate Brewery. En el siglo XIX, la cerveza adquirió su color negro habitual mediante el uso de malta de charol negro, y se hizo más fuerte en sabor.

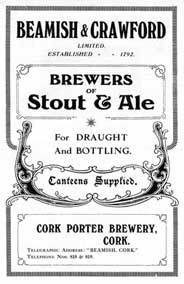
Anuncio de Beamish, 1919.

Originalmente, el adjetivo robusto significaba "orgulloso" o "valiente", pero más tarde, después del siglo XIV, adquirió la connotación de "fuerte". El primer uso conocido de la palabra stout para cerveza fue en un documento de 1677 encontrado en el manuscrito de Egerton, en el sentido de que una stout era una cerveza fuerte. La expresión «Stout Porter» se aplicó durante el siglo XVIII a las versiones fuertes de porter. Stout todavía significaba solo "fuerte" y podía estar relacionado con cualquier tipo de cerveza, siempre que fuera fuerte: en el Reino Unido era posible encontrar stout pale ale, por ejemplo. Más tarde, la stout finalmente se asociaría solo con la porter, convirtiéndose en sinónimo de cerveza negra.
Debido a la gran popularidad de los cargadores, los cerveceros los hicieron en una variedad de puntos fuertes. Las cervezas con mayor gravedad se llamaban "Stout Porters". Todavía hay división y debate sobre si las stouts deberían ser un estilo separado de la porter. Por lo general, el único factor decisivo es la fuerza.
Las cervezas "nutritivas" y dulces de "leche" se hicieron populares en Gran Bretaña en los años posteriores a la Primera Guerra Mundial, aunque su popularidad disminuyó hacia fines del siglo XX, aparte de los focos de interés local como en Glasgow con Sweetheart Stout.
Con escritores de cerveza como Michael Jackson escribiendo sobre stout y porter en la década de 1970, ha habido un interés moderado en el mercado global de cerveza especializada. A mediados de la década de 1980, una encuesta realizada por What’s Brewing encontró que solo 29 cerveceros en el Reino Unido y las Islas del Canal seguían produciendo stout, la mayoría de ellos con leche.

## Tipos destout

### Milk stout
La Milk stout, o stout de leche, es una stout que contiene lactosa, un azúcar derivado de la leche. Debido a que la levadura de cerveza no puede fermentar la lactosa, agrega dulzura, cuerpo y energía a la cerveza terminada. Se afirmó que la cerveza negra era nutritiva y se le dio a las madres lactantes, junto con otras stouts. También se dijo que los médicos prescribían la milk stout para ayudar a las madres lactantes a aumentar su producción de leche. El clásico ejemplo sobreviviente de milk stout robusta es el de Mackeson, por el cual los cerveceros originales anunciaron que "cada pinta contiene los carbohidratos energizantes de 280 ml de leche pura".
Se informa ampliamente que, en el período inmediatamente posterior a la Segunda Guerra Mundial, cuando se aplicaba el racionamiento, el gobierno británico exigió a los cerveceros que eliminaran la palabra "leche" de las etiquetas y anuncios, y cualquier imagen asociada con la leche. Sin embargo, no se han encontrado leyes u órdenes específicas que respalden esto, aunque hubo algunos enjuiciamientos en Newcastle upon Tyne en 1944 bajo la Ley de Alimentos y Drogas de 1938 con respecto al etiquetado engañoso.

### Dry o Irish stout

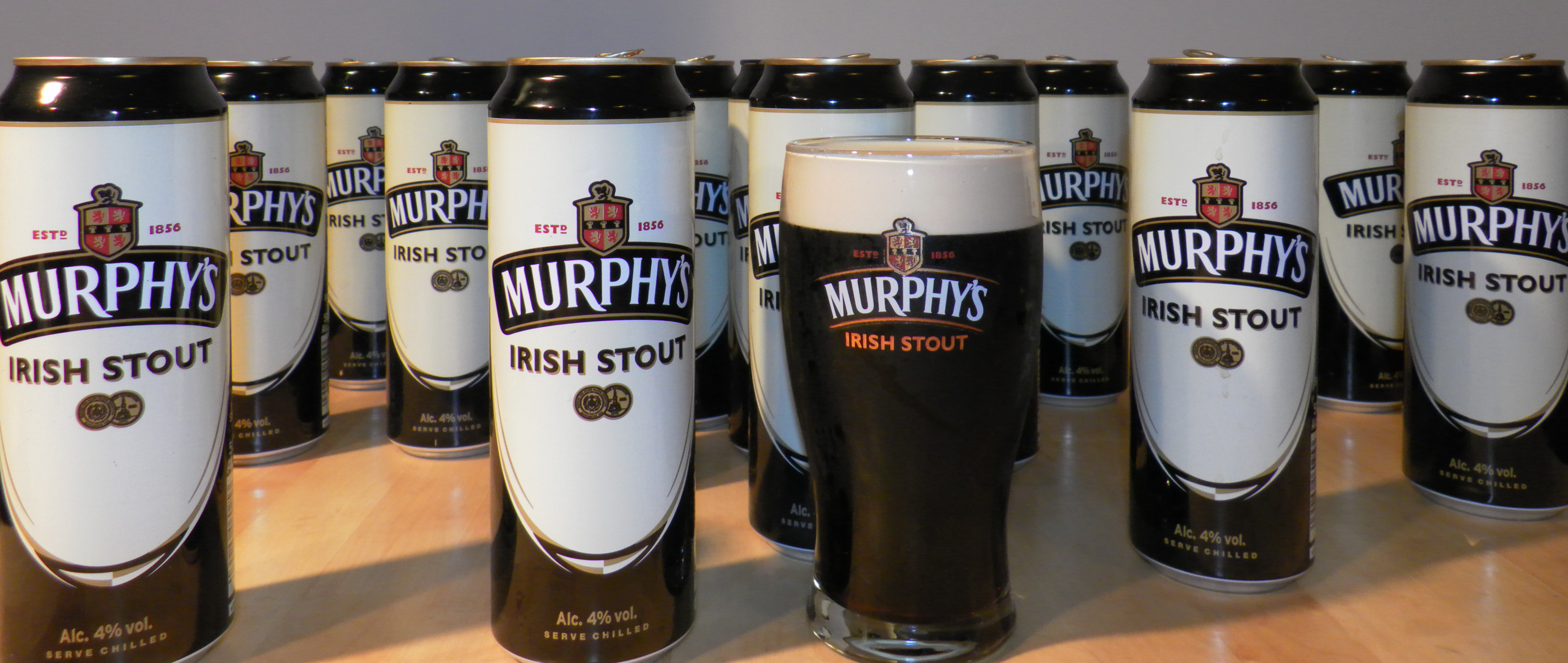
Murphy's Irish Stout, una de las clásicas Irish stout

Con la leche o la cerveza de malta dulce convirtiéndose en la cerveza negra dominante en el Reino Unido a principios del siglo XX, fue principalmente en Irlanda donde se hizo la cerveza negra no dulce o estándar. Como la cerveza negra estándar tiene un sabor más seco que la cerveza inglesa y la cerveza negra estadounidense, se les llamó dry stout o Irish stout para diferenciarlas de las stouts con lactosa o avena agregadas. Este es el estilo que representa una stout típica para la mayoría de las personas. La stout más vendida es Guinness, hecha por Diageo en St. James's Gate Brewery (también conocida como Guinness Brewery) en Dublín; otros ejemplos de cerveza negra irlandesa incluyen Murphy's y Beamish. La Draft Irish stout normalmente se sirve nitrogenada, para crear una textura cremosa con una espuma duradera.

### Oatmeal stout
La Oatmeal stout, o stout de avena, es una stout con una proporción de avena, normalmente un máximo del 30%, agregada durante el proceso de elaboración. A pesar de que una mayor proporción de avena en la cerveza puede conducir a un sabor amargo o astringente, durante el período medieval en Europa, la avena era un ingrediente común en las ales, y las proporciones de hasta el 35% eran estándar. Aunque algunas áreas de Europa, como Noruega, todavía se aferraban al uso de la avena en la elaboración de la cerveza hasta principios del siglo XX, dicha práctica había desaparecido en gran medida en el siglo XVI, tanto que en 1513 los marineros Tudor se negaron a beber cerveza de avena que se les ofrece por el sabor amargo.

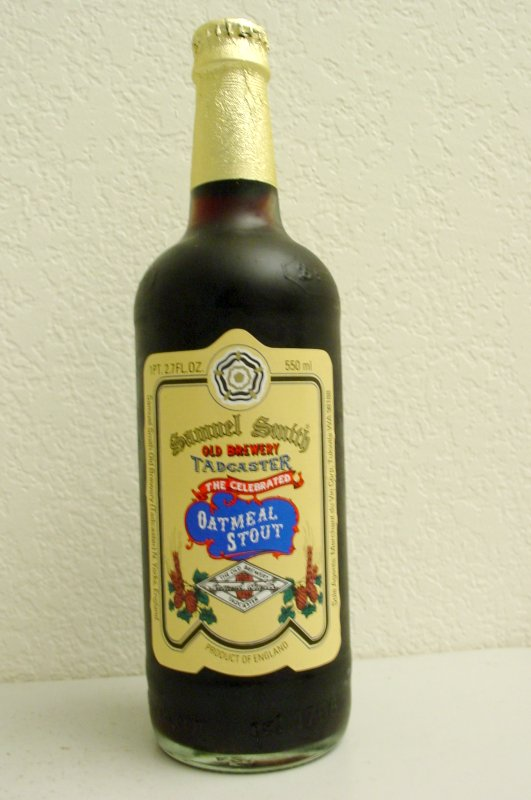
La oatmeal stouts de Samuel Smith.

Hubo un resurgimiento del interés en el uso de la avena durante el final del siglo XIX, cuando (supuestamente) las cervezas restauradoras, nutritivas e inválidas, como la milk stout más tardía, eran populares, debido a la asociación de la papilla con la salud. Maclay de Alloa produjo un Original Oatmalt Stout en 1895 que usó 70% de "avena" y un 63/- Oatmeal Stout en 1909, que usó un 30% de "avena en hojuelas".
En el siglo XX, muchas oatmeal stouts contenían solo una cantidad mínima de avena. Por ejemplo, en 1936, Barclay Perkins Oatmeal Stout usó solo 0,5% de avena. Como la cerveza de avena se participó con su porter y stout estándar, estos dos también contenían la misma proporción de avena (la preparación de Parti-gyle implica mezclar el mosto extraído de múltiples macerados o rociadores después del hervor para producir cervezas de diferentes gravidades).
El nombre parece haber sido un dispositivo de marketing más que cualquier otra cosa. En las décadas de 1920 y 1930, Whitbread's London Stout y Oatmeal Stout eran idénticas, solo que empaquetadas de manera diferente. La cantidad de avena que Whitbread usó fue mínima, nuevamente alrededor del 0,5%. Con una cantidad tan pequeña de avena utilizada, solo podría haber tenido poco impacto en el sabor o la textura de estas cervezas.
Muchas cervecerías todavía elaboraban oatmeal stouts en la década de 1950, por ejemplo Brickwoods en Portsmouth, Matthew Brown en Blackburn y Ushers en Trowbridge. Cuando Michael Jackson mencionó al difunto Papa Eldrige "Oat Malt Stout" en su libro de 1977 The World Guide to Beer, ya no se fabricaba oatmeal stout en ninguna parte, pero Charles Finkel, fundador de Merchant du Vin, tuvo la curiosidad de encargar a Samuel Smith producir una versión. La oatmeal stout de Samuel Smith se convirtió en la plantilla para las versiones de otras cervecerías.
Las oatmeal stouts generalmente no saben específicamente a avena. La suavidad de la cerveza de avena proviene del alto contenido de proteínas, lípidos (incluye grasas y ceras) y encías impartidas por el uso de avena. Las encías aumentan la viscosidad y el cuerpo, lo que aumenta la sensación de suavidad.

### Oyster stout

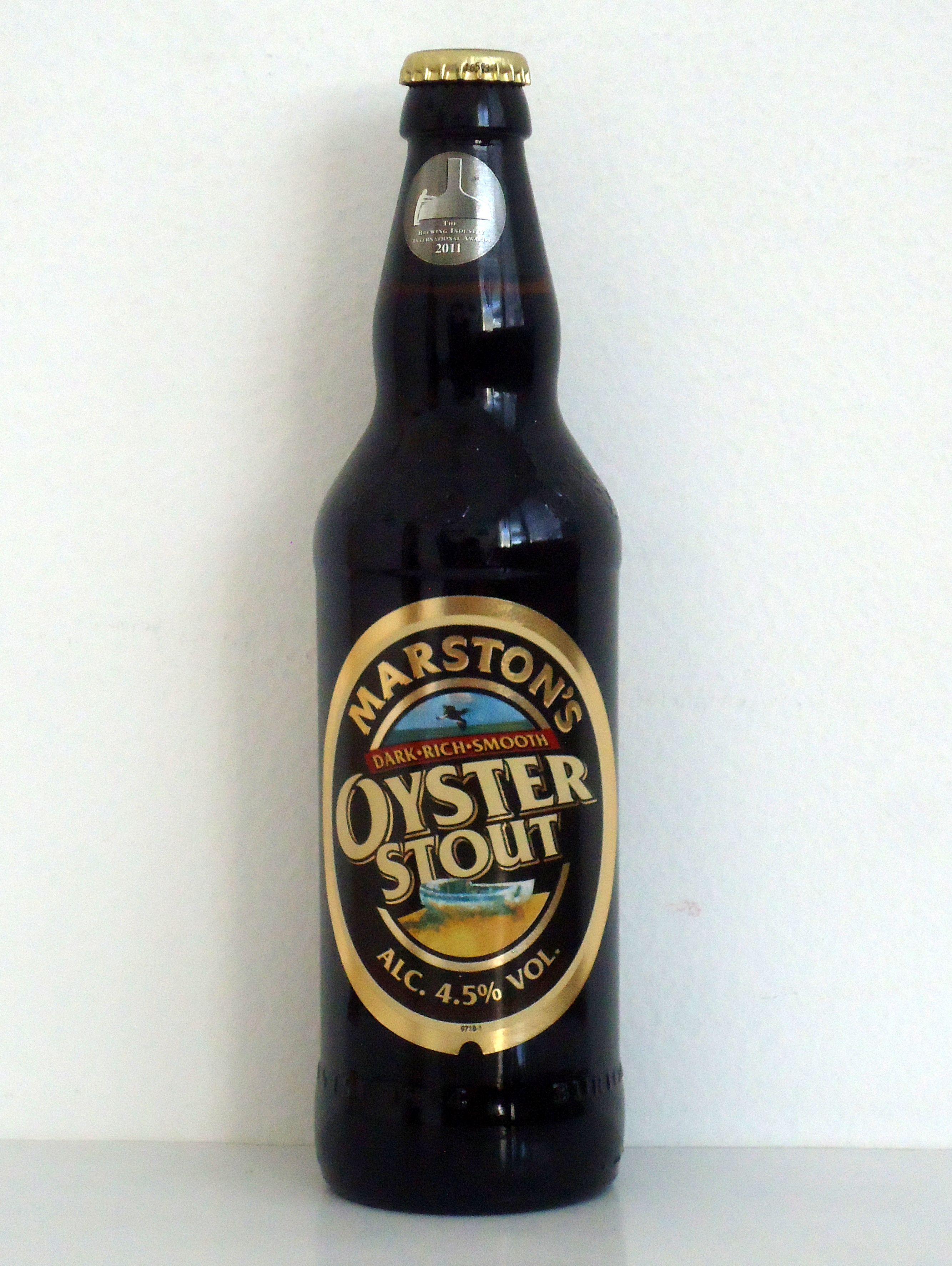
Marston's Oyster Stout.

Las ostras han tenido una larga asociación con la stout. Cuando surgieron las stout en el siglo XVIII, las ostras eran un alimento común que a menudo se servía en bares y tabernas. En el siglo XX, los arrecife de ostras estaban en declive y la stout había dado paso a la pale ale. A Ernest Barnes se le ocurrió la idea de combinar ostras con stout utilizando un concentrado de ostras fabricado por Thyrodone Development Ltd. en Bluff, Nueva Zelanda, donde era gerente de fábrica. Fue vendido por primera vez por la Dunedin Brewery Company en Nueva Zelanda en 1938, y la Hammerton Brewery en Londres, Reino Unido, comenzó la producción con la misma fórmula al año siguiente. Hammerton Brewery se restableció en 2014 y una vez más está preparando una Oyster stout o stout de ostras.
Las oyster stout modernas se pueden hacer con un puñado de ostras en el barril, de ahí la advertencia de un establecimiento, la cervecería Porterhouse en Dublín, de que su galardonada oyster stout no era apta para vegetarianos. Otros, como Marston's Oyster Stout, usan el nombre con la implicación de que la cerveza sería adecuada para beber con ostras.

### Chocolate stout
Chocolate stout es un nombre que los cerveceros a veces dan a ciertos stouts que tienen un notable sabor a chocolate negro mediante el uso de malta más oscura y aromática; particularmente malta de chocolate, una malta que ha sido tostada o horneada hasta que adquiere un color chocolate. A veces, como con la Muskoka Brewery's Double Chocolate Cranberry Stout, Young's Double Chocolate Stout, y la Rogue Brewery's Chocolate Stout, las cervezas también se preparan con una pequeña cantidad de chocolate o saborizante de chocolate.

### Imperial stout

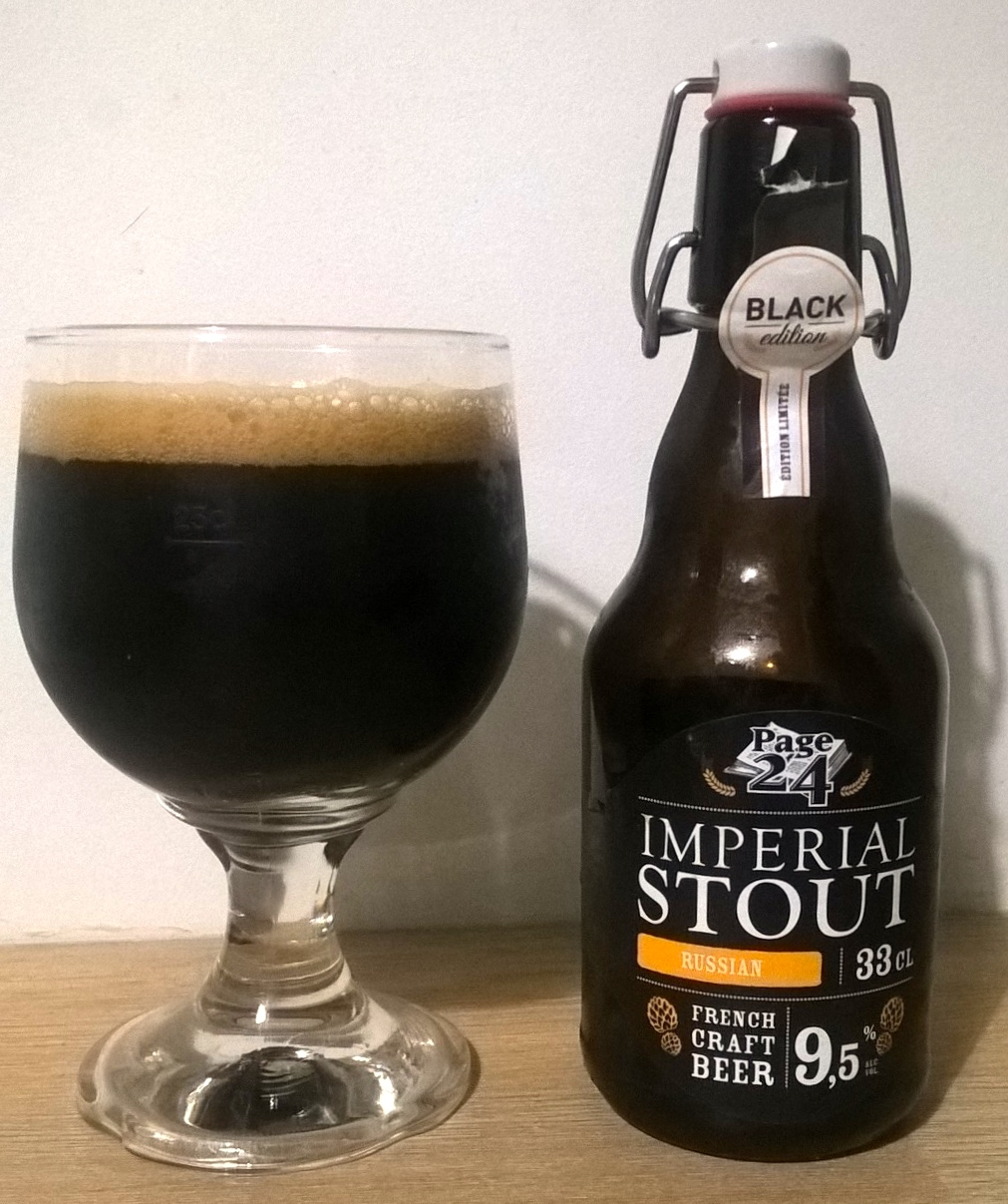
Una Imperial stout de Page 24.

La Imperial stout o también conocida como Russian imperial stout, es una cerveza oscura o stout fuerte en el estilo que fue elaborada en el siglo XVIII por Thrale Brewery en Londres para exportarla a la corte de la emperatriz Catalina II de Rusia. En 1781 la cervecería cambió de manos y la cerveza se hizo conocida como Barclay Perkins Imperial Brown Stout. Cuando Couragey se hizo cargo de Courage, la cerveza pasó a llamarse Courage Imperial Russian Stout (IRS). Tiene un alto contenido de alcohol, generalmente más del 9% de alcohol. Es uno de los estilos de cerveza más oscuros disponibles. Las interpretaciones estadounidenses del estilo a menudo incluyen ingredientes como vainilla, chile en polvo, jarabe de arce, café y malvaviscos. Muchos envejecen en barriles de bourbon para agregar capas adicionales de sabor.

#### Baltic porter
La Baltic porter es una versión de la Imperial stout que se originó en la región del mar Báltico. Las Imperial stouts exportados desde Gran Bretaña en el siglo XVIII eran populares en la región del Báltico, y se recrearon localmente con ingredientes locales y tradiciones cerveceras. En los países bálticos, siempre es una cerveza fermentada fresca y tiene un alto contenido de alcohol, incluso más del 10%. La Baltic porter es una especialidad de muchas cervecerías polacas.